# Albert Jean de Grandpré
Pour les articles homonymes, voir de Grandpré.
Albert Jean de Grandpré, né le 14 septembre 1921 à Montréal et mort le 31 juillet 2022 dans la même ville, est un avocat et homme d'affaires québécois. De 1976 à 1989, il est président et chef de la direction de Bell Canada, devenu le conglomérat Bell Canada Entreprises (BCE) en 1983.

## Biographie
Né le 14 septembre 1921 à Montréal, Québec, il fait ses études classiques au Collège Jean-de-Brébeuf et obtient un baccalauréat en droit (B.C.L.) de l'Université McGill en 1943. Il se joint à Bell Canada comme chef du service juridique en 1966 et devient président du conseil d'administration et chef de la direction en 1976. Il est le premier président du conseil et chef de la direction de BCE Entreprises lors de la création de ce holding en 1983. Il quitte la société en 1989.
De 1984 à 1991, il est le quinzième chancelier de l'Université McGill.
De 1996 à 2009, il est président du conseil d'administration de Theratechnologies, une société biopharmaceutique canadienne.
Il meurt le 31 juillet 2022 à l'âge de 100 ans chez lui, à Montréal.

## Honneurs et distinctions
- Doctorats honoris causa:
  - 1979 - Université du Québec
  - 1981 - Université McGill
  - 1989 - Université de Montréal
  - 1982 - Université d'Ottawa
  - 1983 - Université Bishop
- 1981 -  Officier de l'Ordre du Canada[4]
- Membre du Temple de la renommée des hommes d'affaires canadiens (Canadian Business Hall of Fame)[5].
- 1987 - Membre des Grands Montréalais
- 1987 -  Compagnon de l'Ordre du Canada[4]